# ريموند الثاني أمير أنطاكية
ريموند الثاني 1115 – 29 يونيو 1149 كان أمير إمارة أنطاكية بين السنوات 1136–1149. وكان أصغر أبناء ويليام التاسع، دوق آكيتاين وقتل في معركة إنب التي جرت بينه وبين نور الدين زنكي بضربة سيف من أسد الدين شيركوه بن شاذي وأرسل رأسه إلى الخليفة العباسي المُقتفي لأمر الله خلفه ابنه بوهيمند الثالث تحت وصاية والدته نظرا لصغر سنه.